# Остенфельд (Рендсбург)
Остенфельд (нем. Ostenfeld) — община в Германии, в земле Шлезвиг-Гольштейн.
Входит в состав района Рендсбург-Экернфёрде. Подчиняется управлению Айдерканаль. Население составляет 535 человек (на 31 декабря 2010 года). Занимает площадь 7,27 км².